# برهان‌های هستی‌شناختی
برهان‌های هستی‌شناختی (به انگلیسی: Ontological argument)، سعی دارند وجود خدا را از تعریفش نتیجه بگیرند، یعنی همانگونه که از تعریف مثلث، سه ضلع بودن آن لازم می‌آید، از تعریف خدا هم وجودش لازم می‌شود. اولین برهان وجودشناختی در سنت مسیحیت غربی توسط قدیس آنسلم کانتربری در اثر ۱۰۷۸ میلادی‌اش، Proslogion، (لاتین: Proslogium، تحت اللفظی: 'گفتمان بر وجود خدا') ارائه شد، که در آن او خدا را به‌عنوان «موجودی که هیچ بزرگ‌تری از آن نمی‌تواند تصور شود» تعریف کرد و استدلال کرد که چنین موجودی باید در ذهن وجود داشته باشد، حتی در ذهن آن شخصی که وجود خدا را منکر است. از این رو، او پیشنهاد می‌دهد که اگر بزرگ‌ترین موجود ممکن در ذهن وجود دارد، باید همچنین در واقعیت نیز وجود داشته باشد؛ چون اگر فقط در ذهن وجود داشته باشد، آنگاه موجودی حتی بزرگ‌تر ممکن است—موجودی که هم در ذهن و هم در واقعیت موجود است. بنابراین، این بزرگ‌ترین موجود ممکن باید در واقعیت موجود باشد.
از زمان طرح اولیۀ خود، ایده‌های فلسفی کمی چنین کشش و جذبه‌ای را کشش و بحثی را همچون برهان هستی‌شناختی ایجاد کرده‌اند. تقریباً تمامی اذهان بزرگ در فلسفۀ غربی آن را شایستۀ توجه خود دیده‌اند. فیلسوف قرن ۱۷ میلادی رنه دکارت برهانی مشابه برهان آنسلم را به‌کار گرفت. دکارت چندین گونه از برهانش را منتشر کرد، که هر کدامشان بر مرکزیت این اندیشه قرار می‌گیرند که وجود خدا بلافاصله از اندیشۀ «واضح و متمایز» موجودی عظیماً کامل (supremely perfect being) قابل استنباط است.
اقامۀ این برهان [برهان وجودی] از تلاش‌هایی است که گفته می‌شود نخستین بار ابوعلی سینا، فیلسوف مسلمان ایرانی در جهت مسئلهٔ اثبات وجود خدا به عمل آورده‌است. این برهان در میان فلاسفه اسلامی بیش از سایر برهان‌ها مورد توجه قرار گرفته‌است؛ به‌طوری‌که برای نمونه محقق طوسی در کتاب «تجرید العقاید» در اثبات وجود خداوند، تنها به‌صورتی از آن بسنده می‌نماید:
اگر موجود (که در تحقق آن شک نیست) واجب‌الوجود بالذات باشد، مطلوب ما ثابت است، و اگر چنین نباشد، مستلزم وجود واجب بالذات است، تا دور و تسلسل لازم نیاید.

## تقریر آنسلم

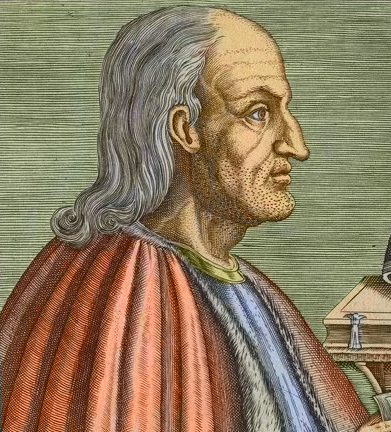
قدیس انسلم کانتربری

برهان وجودی آنسلم، از قرن یازدهم میلادی (پنجم قمری) در میان حکیمان اروپا مطرح شد. مبتکر این برهان سنت آنسلم بود؛ از این رو به این برهان، برهان آنسلمی نیز گفته‌اند. این برهان در کتاب معروف وی، تمهیدات (به انگلیسی: prioslogium) چنین ذکر شده است:
1. خداوند بنا به تعریف، وجودی است که هیچ چیز کامل تر از او نتواند به تصور درآید. (این تعریف را هم معتقدین و هم غیر معتقدین به خدا می‌پذیرند.)
2. چیزی که فقط در ذهن وجود دارد یک چیز است و چیزی که هم در ذهن و هم در خارج از ذهن وجود دارد، چیز دیگری است (مثلاً یک نقاشی که فقط در ذهن نقاش است، با چیزی که هم در ذهن او و هم روی بوم نقاشی وجود دارد مغایرت دارد).
3. چیزی که هم در ذهن و هم در خارج ذهن وجود داشته باشد، کامل تر از چیزی است که فقط در ذهن وجود دارد.
4. بنابراین خدا باید هم در ذهن و هم در خارج ذهن (یعنی در جهان واقع) وجود داشته باشد، زیرا اگر چنین نباشد، چون می‌توانیم چیزی را که چنین باشد تصور کنیم، پس آن چیز کامل تر از او خواهد بود. اما خدا بر اساس تعریف (که هم معتقدین و هم غیر معتقدین به خدا آنرا قبول دارند) بزرگ‌ترین وجود قابل تصور است. بنابرین خدا باید وجود داشته باشد.

## تقریر دکارت

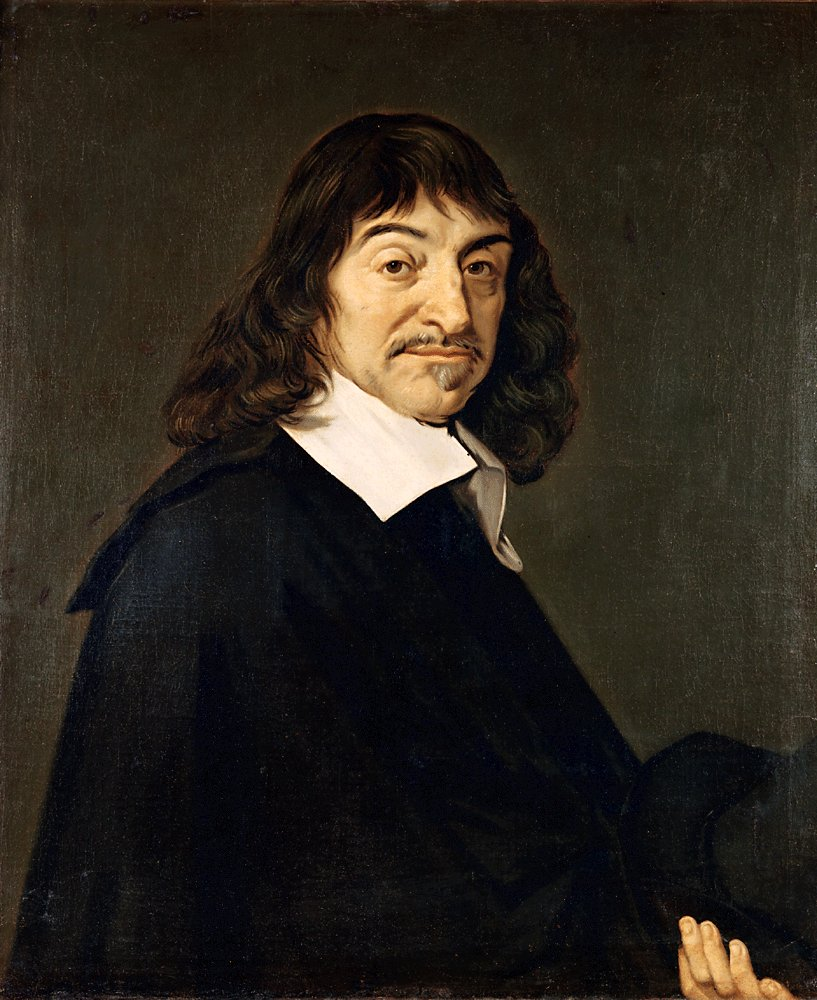
رنه دکارت

1. آنچه که ما به نحو روشن و متمایز درباره چیزیی درک می‌کنیم، حقیقت دارد؛ یعنی روشنی و تمایز ضمانتی بر این است که هیچ خطایی در آن‌ها نیست.
2. ما به نحو روشن و متمایز ادراک می‌کنیم که مفهوم موجود مطلقاً کامل، استلزام وجود آن موجود را دارد:
  1. زیرا تصور موجود مطلقاً کامل به این عنوان که فاقد چیزی است، غیرممکن است.
  2. اما اگر موجودی مطلقاً کامل، وجود نداشته باشد، پس فاقد وجود خواهد بود.
  3. بنابرین روشن است که مفهوم موجود مطلقاً کامل، مستلزم وجود آن است.
3. بنابرین، این مطلب که موجود مطلقاً کامل نمی‌تواند فاقد وجود باشد صحت دارد، یعنی باید وجود داشته باشد.

## تقریر پلانتینگا
به باور الوین پلانتینگا:

اگر جهان ممکنی وجود می‌داشت که در آن موجودی که بزرگ‌تر از آن نمی‌تواند تصور شود، وجود نمی‌داشت، و اگر آن موجود، در جهان بالفعل موجود نمی‌بود؛ در آن صورت، دیگر آن موجود، موجودی که بزرگ‌تر از آن نتواند تصور شود، نمی‌بود، اگر «خداوند وجود دارد» قضیه‌ای ضروری باشد، در آن صورت، باید در همهٔ جهان‌های ممکن صحیح باشد. وجود داشتن، یعنی عرضه شدن با یک نمونه عینی در یک جهان ممکن. آنچه در جهانی که ما در آن به سر می‌بریم وجود دارد، هم چنین امری بالفعل هم هست.
بنابراین خدا وجود دارد.

صورتبندی برهان چنین است:

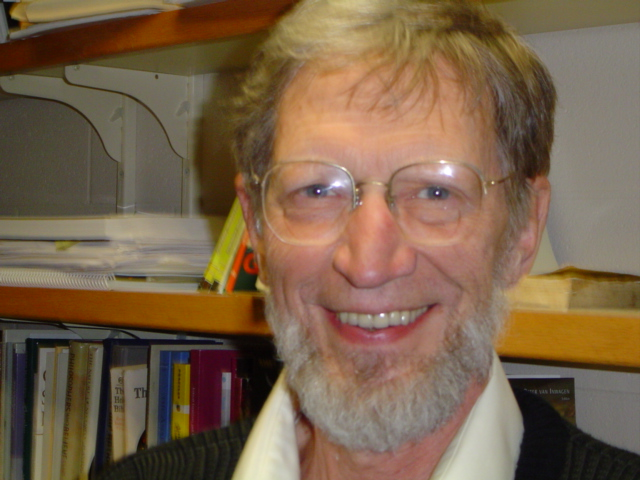
آلوین پلانتینگا

1. جهان Wای هست که در آن حداکثر بزرگی مصداق دار است.
2. ضرورتاً، یک موجود به نحو حداکثری بزرگ است تنها اگر در تمام جهانها واجد حداکثر کمال باشد.
3. ضرورتاً، یک موجود در تمام جهانها واجد حداکثر کمال است اگر دارای علم مطلق، قدرت مطلق و کمال اخلاقی در تمام جهانها باشد.
4. اگر W جهانی واقعی می‌بود «هیچ موجود قادر مطلق، عالم مطلق و از نظر اخلاقی کاملی وجود ندارد» گزاره‌ای محال می‌بود.
5. آنچه محال است، از جهانی به جهان دیگر فرق نمی‌کند.
6. بنابراین، ۴ در جهان واقعی محال است.
7. بنابراین، در جهان واقعی موجودی وجود دارد که ذاتاً عالم مطلق، قادر مطلق، و خیرخواه است.

## نقد برهان

### یکی پنداشتن منطق و واقعیت
این ایده که اگر چیزی منطقاً صادق باشد، لاجرم باید در دنیای واقع صدق داشته باشد، نمونه‌ای از برداشت فیلسوفان مکتب مدرسی از منطق و واقعیت است.

### وجود، کیفیت (محمول) شیء نیست
این برهان وجود خداوند را به گونه‌ای قلمداد می‌کند که انگار صرفاً کیفیتی است همچون علم مطلق یا قدرت مطلق. ولی خداوند نمی‌تواند عالم مطلق یا قادر مطلق باشد، مگر اینکه وجود داشته باشد. خطای این تقریرها آن است که وجود را نه به عنوان پیش فرض هر گونه کیفیت، بلکه به مثابه کیفیتی دیگر به‌شمار می‌آورند.